# Saudade do Iguaçu
Saudade do Iguaçu ist ein brasilianisches Munizip im Südwesten des Bundesstaats Paraná. Es hat 4.557 Einwohner (2022), die sich Saudadenser nennen. Seine Fläche beträgt 152 km². Es liegt 634 Meter über dem Meeresspiegel.

## Etymologie
Der Name Saudade wurde ursprünglich und dann 1973 bei der Erhebung des Orts zum Distrikt in seiner Bedeutung Sehnsucht oder auch Heimweh gewählt. Bei der Erhebung zum Munizip im Jahr 1992 wurde der Zusatz do Iguaçu hinzugefügt.

## Geschichte

### Besiedlung
Die Besiedlung begann 1958 mit der Gründung der Companhia Brasileira de Viação e Comercio S/A (Braviaco). Zu diesem Zeitpunkt begannen die Rodungsarbeiten in der Region, an denen unter anderem Elio Bocalon beteiligt war.
Im Jahr 1959 bereitete Horácio Tavares das Land vor und legte ein Feld an. Von da an kamen weitere Familien hinzu: Luiz Severo Stevins, Antonio Giacomelli, Batista Predebon, João Bazegio Antonio Barbiero und Angelo Cenci. Kurz darauf ließen sich auch die Familien Schardosin, Barbieri und Elio Bocalon nieder.
Die ersten Händler des Ortes waren João Basegio und später Batista Predebon, die vor allem Pinga, Rapadura und Tabak zum Selberdrehen verkauften. Das erste Kaufhaus, das einen Großteil der Gemeinde mit Lebensmitteln versorgte, wurde von Angelo Cenci gebaut. Damals bestand die Haupttätigkeit in der Gewinnung von Holz, insbesondere von Araukarienholz. Nach dem Holzeinschlag begannen die Siedler mit dem Anbau von Bohnen und Mais, also im Wesentlichen mit Subsistenzprodukten.

### Erhebung zum Munizip
Saudade do Iguaçu wurde durch das Staatsgesetz Nr. 9914 vom 19. März 1992 aus Chopinzinho ausgegliedert und in den Rang eines Munizips erhoben. Es wurde am 1. Januar 1993 als Munizip installiert.

## Geografie

### Fläche und Lage
Saudade do Iguaçu liegt auf dem Terceiro Planalto Paranaense (der Dritten oder Guarapuava-Hochebene von Paraná). Seine Fläche beträgt 152 km². Es liegt auf einer Höhe von 634 Metern.

### Vegetation
Das Biom von Saudade do Iguaçu ist Mata Atlântica.

### Klima
Das Klima ist gemäßigt warm. Es werden hohe Niederschlagsmengen verzeichnet (1876 mm pro Jahr). Im Jahresdurchschnitt liegt die Temperatur bei 19,8 °C. Die Klimaklassifikation nach Köppen und Geiger lautet Cfa.

### Gewässer
Saudade do Iguaçu liegt im Einzugsgebiet des Iguaçu. Dieser bildet die nordöstliche Grenze des Munizips, wobei er auf der gesamten Läge zum Stausee des Wasserkraftwerks Salto Osório aufgestaut ist. Im Norden des Munizips wird mit dem Wasserkraftwerk Salto Santiago das zweitertragreichste Wasserkraftwerk am Iguaçu betrieben.

### Straßen
Saudade do Iguaçu liegt an der BR-158 zwischen Laranjeiras do Sul im Norden und Pato Branco im Süden. 

### Nachbarmunizipien
|             | Rio Bonito do Iguaçu                        |  |
| Sulina      | Kompassrose, die auf Nachbargemeinden zeigt |  |
| Chopinzinho |                                             |  |

## Stadtverwaltung
Bürgermeister: Darlei Trento, PSD (2021–2024)
Vizebürgermeister: Luiz Giacomini, MDB (2021–2024)

## Demografie

### Bevölkerungsentwicklung
| Jahr | Einwohner | Stadt | Land |
| ---- | --------- | ----- | ---- |
| 2000 | 4.608     | 43 %  | 57 % |
| 2010 | 5.028     | 50 %  | 50 % |
| 2022 | 4.557     |       |      |

Quelle: IBGE, bis 2010: Volkszählungen und Volkszählung 2022

### Ethnische Zusammensetzung
| Gruppe * | 2000    | 2010    | wer sich als …                                                                   |
| --- | ------- | ------- | -------------------------------------------------------------------------------- |
| Weiße | 81,7 %  | 71,1 %  | weiß bezeichnet                                                                  |
| Schwarze | 11,5 %  | 1,0 %   | schwarz bezeichnet                                                               |
| Gelbe | 0,0 %   | 0,1 %   | von fernöstlicher Herkunft wie japanisch, chinesisch, koreanisch etc. bezeichnet |
| Braune | 6,0 %   | 27,8 %  | braun oder als Mischung aus mehreren Gruppen bezeichnet                          |
| Indigene | 0,1 %   | 0,0 %   | Ureinwohner oder Indio bezeichnet                                                |
| ohne Angabe | 0,7 %   | 0,0 %   |                                                                                  |
| Gesamt | 100,0 % | 100,0 % |                                                                                  |
| *) Das IBGE verwendet für Volkszählungen ausschließlich diese fünf Gruppen. Es verzichtet bewusst auf Erläuterungen. Die Zugehörigkeit wird vom Einwohner selbst festgelegt. |         |         |                                                                                  |

Quelle: IBGE (Stand: 1991, 2000 und 2010)

## Wirtschaft

### Stromerzeugung
Mit der Usina Hidrelétrica de Salto Santiago, dem zweitstärksten Wasserkraftwerk am Iguaçu, erwirtschaftet der französische Energiekonzern Engie SA einen erheblichen Anteil an der Wirtschaftsleistung des Munizips.

### Kennzahlen
Mit einem Bruttoinlandsprodukt pro Einwohner von 161.582,88 R$ bzw. rund 35.900 € lag Saudade do Iguaçu 2019 auf dem 1. Platz aller 399 Munizipien Paranás.
Sein mittelhoher Index der menschlichen Entwicklung von 0,699 (2010) setzte es auf den 239. Platz der paranaischen Munizipien.